# Ommatius minor
Ommatius minor là một loài ruồi trong họ Asilidae. Ommatius minor được Doleschall miêu tả năm 1857.